# Francisco Louçã
Francisco Louçã (né le 12 novembre 1956 à Lisbonne) est un homme politique et économiste portugais. Il a été coordinateur du Bloc de gauche (BE) de 1999 à 2012, remplacé par le duo João Semedo et Catarina Martins, issus de sa motion.